# Brechmorhoga mendax
Brechmorhoga mendax là loài chuồn chuồn trong họ Libellulidae. Loài này được Hagen mô tả khoa học đầu tiên năm 1861. Chúng thường có chiều dài thân từ 52 đến 64mm.